# Algemeen Dagblad
Algemeen Dagblad è un quotidiano olandese, fondato a Rotterdam nel 1946.
Ha attualmente una circolazione quotidiana di 315 000 copie ed è pubblicato da PCM Uitgevers N.V., una casa editrice che appartiene a De Volkskrant.